# Interdiction de fumer
« Défense de fumer » redirige ici.  Pour le court-métrage de 1951, voir Défense de fumer (court-métrage).

Symbole indiquant une interdiction de fumer.

Une interdiction de fumer est une réglementation (un règlement intérieur ou une loi concernant le tabac) qui interdit de fumer du tabac dans certains lieux définis. Cette mesure s'est développée depuis le XXe siècle.
Cette mesure d'interdiction édictée en raison des dangers de la fumée du tabac sur la santé des non fumeurs — victimes du tabagisme passif — concerne le plus souvent des lieux publics. Des interdictions de fumer existent également dans des espaces privés, notamment dans les voitures privées. Voir à ce sujet l'article Interdiction de fumer dans les véhicules particuliers.

## Historique

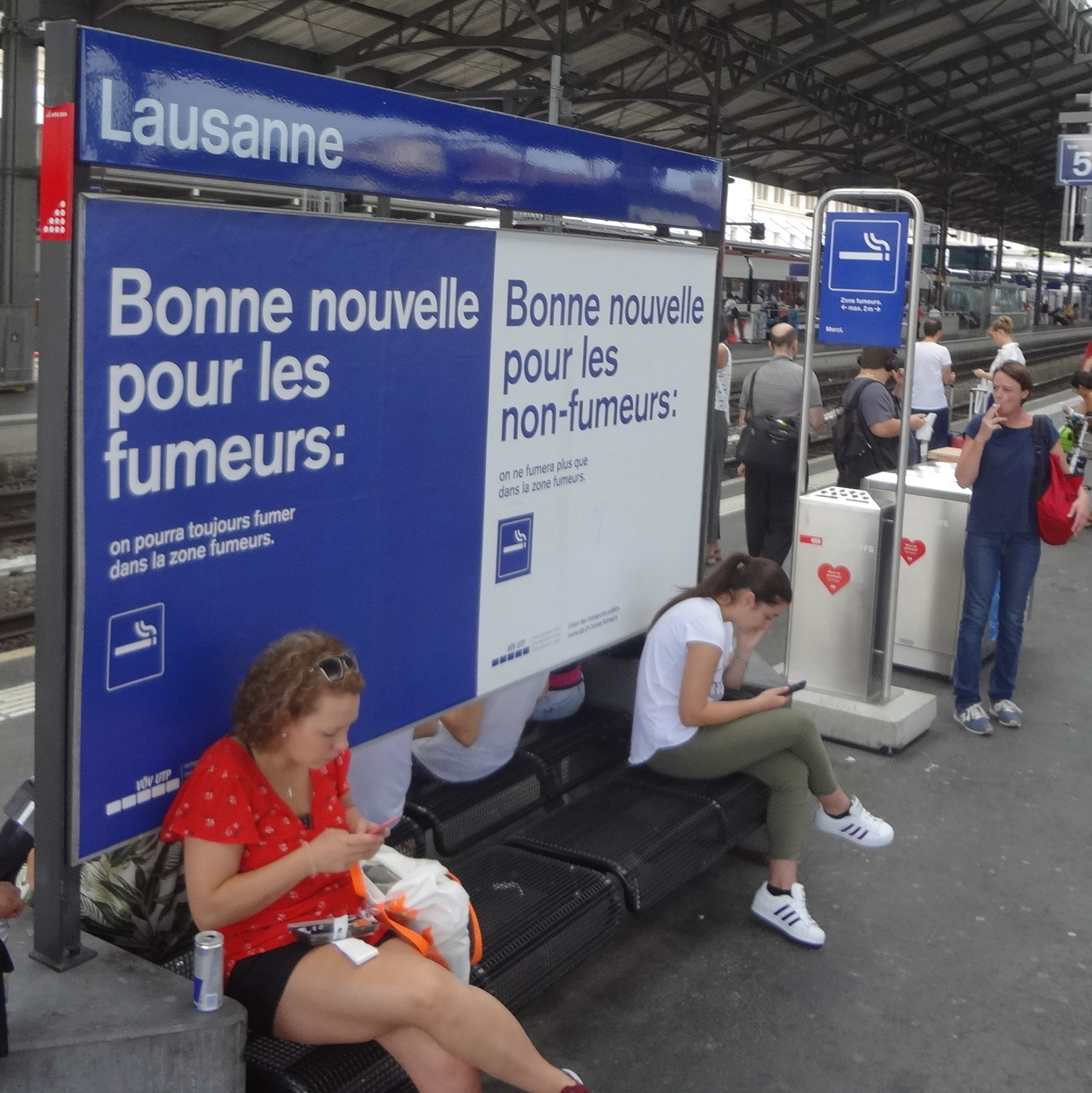
Communication sur l'introduction de zones fumeurs et de l’interdiction de fumer hors de ces zones dans les gares suisses en 2019.

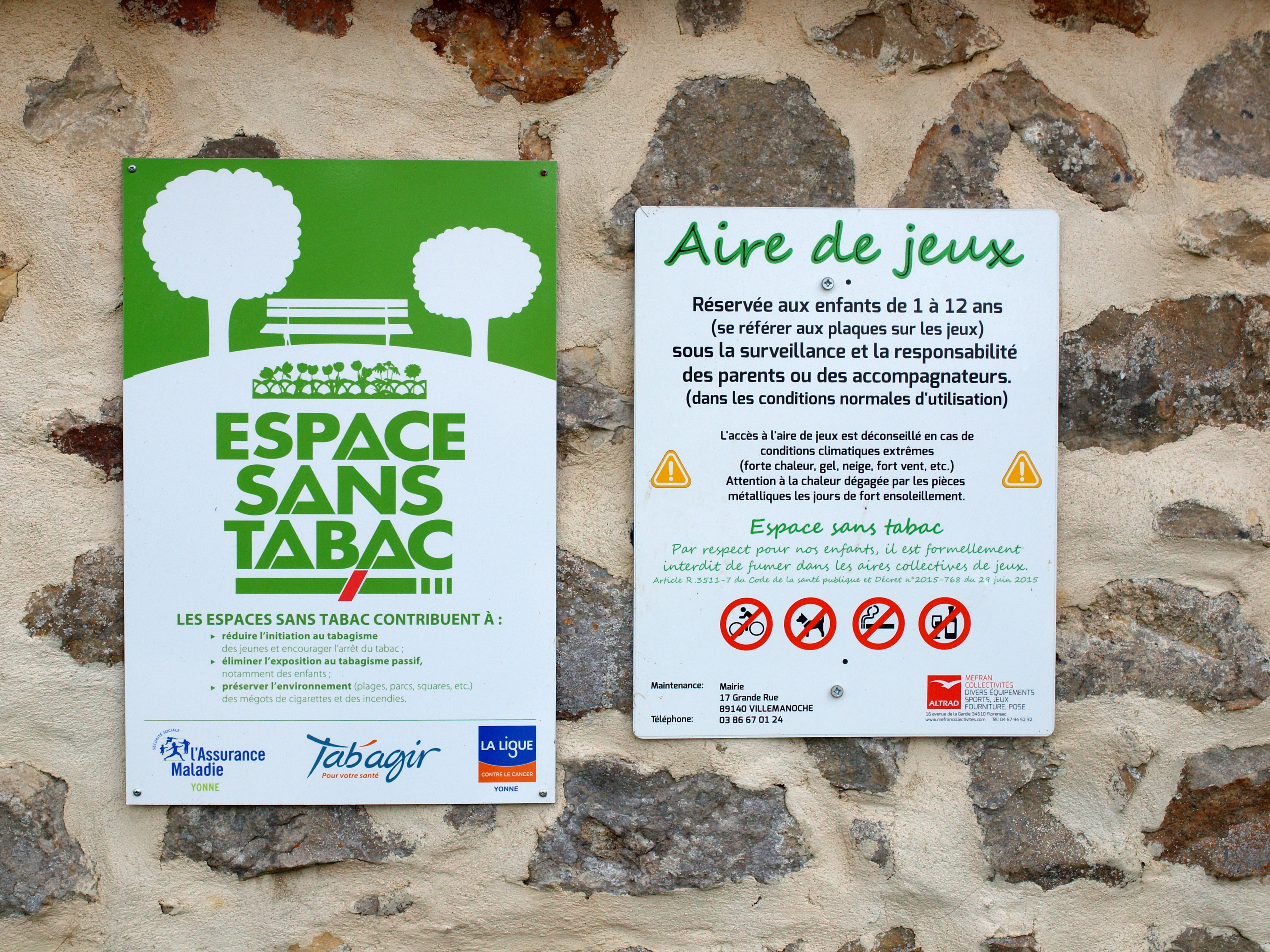
Espace sans tabac en France.

Une des premières interdictions de fumer date de 1575, au Mexique le conseil ecclésiastique qui interdit l'usage du tabac dans n'importe quelle église, et des colonies espagnoles dans les Caraïbes. Mais c'est le Pape Urbain VII qui décréta officiellement, en 1590, qu'il était interdit de fumer dans toutes les églises, décret que renouvela Urbain VIII en 1624. Le pape Urbain VII, en particulier, a menacé d'excommunier quiconque « a consommé du tabac sous le porche d'une église ou à l'intérieur ». Plus tard, le sultan ottoman Murad IV interdit de fumer dans son empire en 1633.
La première interdiction à l'échelle nationale a été imposée par le Parti national-socialiste dans toutes les universités allemandes, bureaux de poste, hôpitaux militaires, et le bureau du parti nazi, sous les auspices de l'Institut pour la recherche sur les dangers du tabac, créé en 1941 par Karl Astel. Des campagnes anti-tabac ont été largement diffusées par les nazis jusqu'à la chute du régime en 1945.
Dans la dernière partie du XXe siècle, comme la recherche sur les risques de la fumée de tabac secondaire est devenue publique, l'industrie du tabac craignant une chute des ventes a lancé des campagnes « de courtoisie ».
En 1972, l'Office de radiodiffusion-télévision française (ORTF) diffuse comme poisson d'avril un reportage prémonitoire au sujet d'une prétendue décision du ministre de la Santé de l'époque interdisant de fumer dans les lieux publics en France. En 1991, la loi Évin en fera une réalité.
En 1975, l'État américain du Minnesota fut le premier État à interdire de fumer dans la plupart des espaces publics.
En Amérique, le succès de l'interdiction édictée par l'État de Californie en 1998 a encouragé d'autres États comme New York à mettre en œuvre des interdictions.
Depuis décembre 1993, il est illégal de fumer dans tous les lieux publics fermés et tous les véhicules de transport public au Pérou.

## Justification
Les lois interdisant de fumer permettent de protéger la population contre les effets du tabagisme passif, notamment un risque accru de maladies cardiaques, de cancer, d'emphysèmes et autres maladies,,.
L'organisation mondiale de la santé estime que les interdictions de fumer ont contribué à réduire l'acceptation sociale du tabagisme dans la vie quotidienne. Elles constituent donc un des outils de lutte contre le tabagisme. Elles peuvent donc aussi diminuer les coûts des soins de santé à court terme (mais pas à long terme, car l'espérance de vie des fumeurs est plus faible que celle des non fumeurs) et améliorer la productivité des travailleurs.
Les justifications supplémentaires comprennent une réduction du risque d'incendie, la propreté des endroits où de la nourriture, des produits pharmaceutiques, des semi-conducteurs, ou des instruments et machines de précision sont produits, une diminution des risques légaux pour les employeurs, une baisse de la consommation d'énergie par la réduction des besoins de ventilation, et un environnement plus sain.

## Base médicale et scientifique pour l'interdiction

### Dangers du tabagisme passif
La recherche a prouvé à maintes reprises que la fumée passive présentait les mêmes dangers que le tabagisme direct, y compris un risque accru de cancer du poumon, de maladies cardio-vasculaires et d'affections pulmonaires telles que l'emphysème, la bronchite et l'asthme. Concrètement, les méta-analyses montrent que les non-fumeurs vivants avec des partenaires qui fument à la maison ont un risque plus élevé de 20-30 % de cancer du poumon que les non-fumeurs qui vivent avec des non-fumeurs. Les non-fumeurs exposés à la fumée de cigarette dans les lieux de travail ont un risque accru de cancer du poumon de 16-19 %.
Une étude publiée en 2002 par le Centre international de recherche sur le cancer de l'Organisation mondiale de la santé a conclu que les non-fumeurs sont exposés aux mêmes substances cancérigènes provenant de la fumée de tabac que les fumeurs actifs. La fumée passive contient 69 substances cancérogènes connues, notamment le benzopyrène et d'autres hydrocarbures aromatiques polycycliques, et les produits de désintégration radioactifs comme le polonium 210. Plusieurs carcinogènes connus ont été mesurés par les fabricants de tabac eux-mêmes à des concentrations plus élevées dans la fumée secondaire que dans le courant principal absorbé par le fumeur.

### Qualité de l'air
Les interdictions de fumer dans les bars, les restaurants et les clubs peuvent améliorer sensiblement la qualité de l'air dans ces établissements
,.

## Effets économiques
De nombreuses études ont été publiées dans la littérature de l'industrie de la santé sur les effets économiques des politiques sans fumée. La majorité de ces études gouvernementales et académiques ont constaté qu'il n'y avait aucun impact économique négatif associé à des interdictions et plusieurs ont conclu qu'il pouvait y avoir un effet positif sur les entreprises locales. Un examen de 2003 de 97 études sur les effets économiques d'une l'interdiction de fumer sur le secteur de l'hôtellerie constaté que les études les « mieux conçues » ont conclu que l'interdiction de fumer ne nuisait pas aux entreprises.

## Critiques de l'interdiction

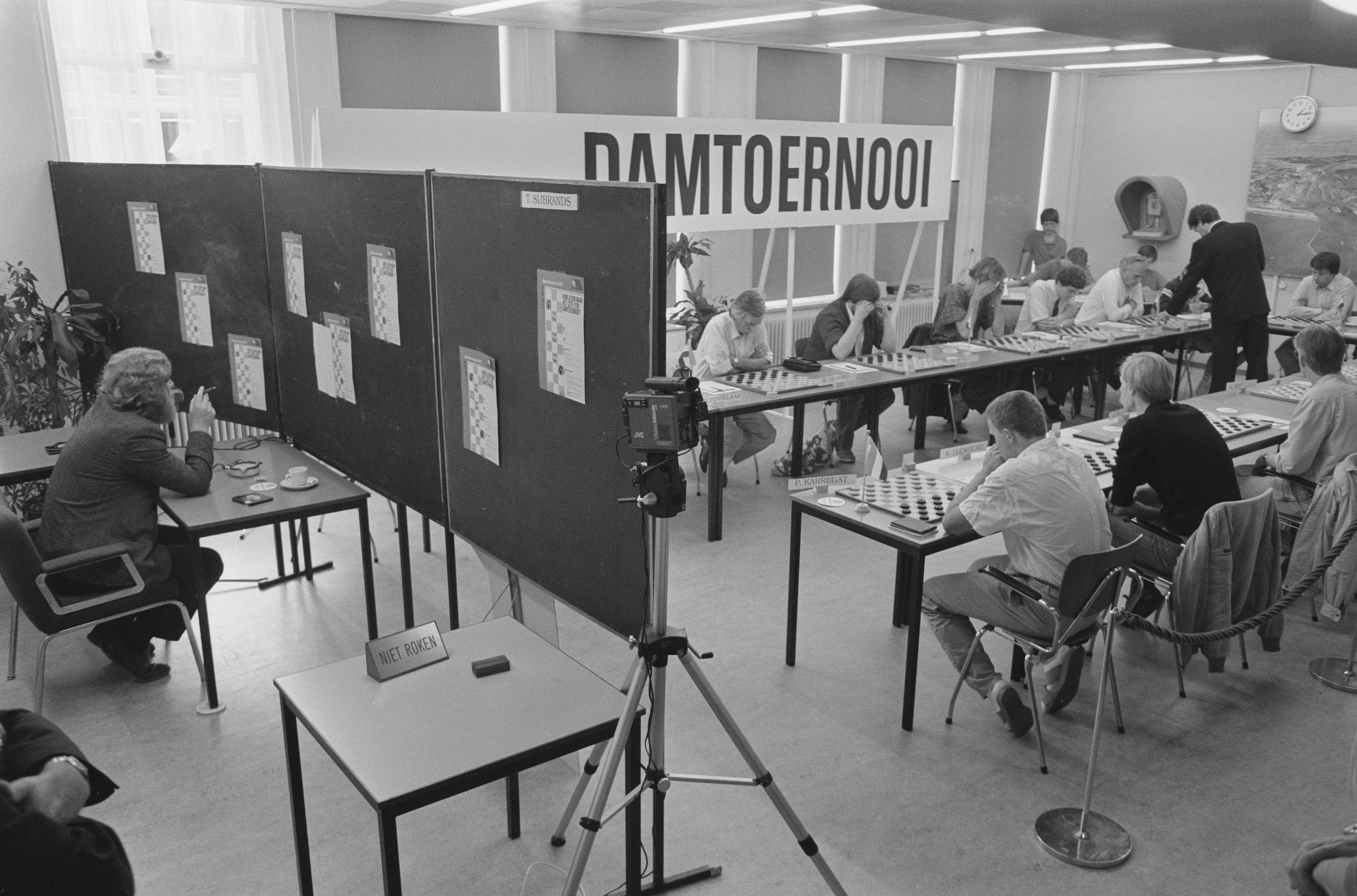
Ton Sijbrands fumant à côté d'un panneau pendant une partie à l'aveugle de dames aux Pays-Bas en 1987.

Les interdictions de fumer ont été critiquées sur un certain nombre de points dont :
- L'ingérence du gouvernement dans les habitudes de vie personnelles ;
- Le non-respect par le gouvernement du droit de propriété ;
- Le risque que l'interdiction conduise les fumeurs à fumer davantage chez eux en présence de leurs enfants.

Dans certains pays, les opposants à l'interdiction ont mis en cause sa légalité pour essayer d'obtenir son annulation, et ont parfois obtenu le report de son entrée en vigueur.

### Alternatives proposées par l'industrie du tabac
L'industrie du tabac a proposé des systèmes de ventilation haute performance comme alternative à l'interdiction de fumer. 